# 京阪1300系電車

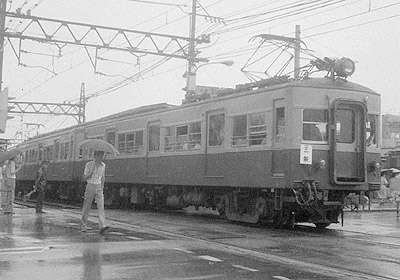
運用末期の1300系 （1979年夏頃）

京阪1300系電車（けいはん1300けいでんしゃ）は京阪電気鉄道に在籍した通勤形電車である。
太平洋戦争後の1948年から20両が製造された。当時の運輸省規格型電車で、戦後の輸送に大きな役割を果たすとともに、京阪線の車両限界を現在のサイズに広げることにも貢献した。
1983年12月、架線電圧の1500Vへの昇圧に伴い廃車された。

## 製造当時の状況
製造当時の形式は以下の通りである。製造は川崎車輌（現・川崎重工業）とナニワ工機が担当した。
- 1300型 制御電動車（両運転台） - 10両（1301 - 1310）
- 1311型 制御電動車（片運転台） - 2両（1311・1312）
- 1600型 制御車（片運転台） - 8両（1601 - 1608）

京阪神急行電鉄の一部となっていた京阪線は、戦災での車両喪失が旅客車は2両と少なかった。しかし、車両そのものは戦争の影響で満足な状態ではなく、車両の更新や新造車両が必要な状況であった。1946年にはモーターを持たない付随車の1500型を製造（うち5両は戦時中に車体のみ完成していたもの）したが、当時の統制経済下では電動車の新造は戦災の激しい路線に優先して割り当てられており、京阪線にはなかなか枠が巡ってこなかった。
そうした状況が一段落した1947年に、当時の運輸省が私鉄向けに定めた規格型電車の割り当てが受けられることになり、京阪神急行は50両を計画、その初年度25両のうち10両を京阪線用とした。これが1300系である（残る15両は宝塚線の550形となった）。
この割り当てを受けるに当たっては、同数の中古車を地方私鉄に譲渡することが義務づけられており、京阪線からは100型・200型が広島電鉄宮島線と土佐電気鉄道安芸線に供出されているが、実際の供出数は11両であった。
最初の1300型10両は1948年に竣工した。17mの車体に2箇所の片開き扉を備え、イコライザー式の台車は京阪では初めてコロ軸受けが採用されていた。規格設計のため、京阪の伝統とは異なり窓は横長で広い幕板が特徴である。本形式のデザインについては、妻面のカーブや窓配置が従来の京阪スタイルを引き継ぐ一方で、アンチクライマーの設置位置やパンタグラフ両側の踏み板、扉の左右の吹き寄せ部の寸法などに阪急のスタイルが加えられているという指摘がある。同じ規格型電車として新京阪線に投入された阪急700系とはいわば兄弟分のような関係で、酷似した姿をしていた。塗装は上半分がクリーム、下半分が濃緑色というものであった。
この1300型は車体幅も規格に則って2720mmであったが、当時の京阪線は最大幅を2590mmとしており、そのままでは入線できなかった。そこで各駅のホームを削ることになり、その進捗に応じて運行区間を伸ばしていった。最初は天満橋 - 守口（現在の守口市）間で、その後枚方東口（現在の枚方市）、中書島と伸びて、運用開始から約1年後にようやく三条までの全線で運行が可能となった。登場時は1500型を中間に挟んだ3両編成で運用された。
その後、京阪の再発足を挟んで1950年までの間に1600型を8両、1300型を片運転台とした1311型2両が製造された。なお、1311型と1600型の1両は京阪で初めて車内放送設備を備えた車両となった。また、正面両側の雨樋は1300型が角型の断面だったのに対し、1600型は丸パイプ、1311型は雨樋を外板の下に埋め込む構造に変更されている。
車両が出揃うと、編成は1300系のみで組まれるようになった。

## 変遷

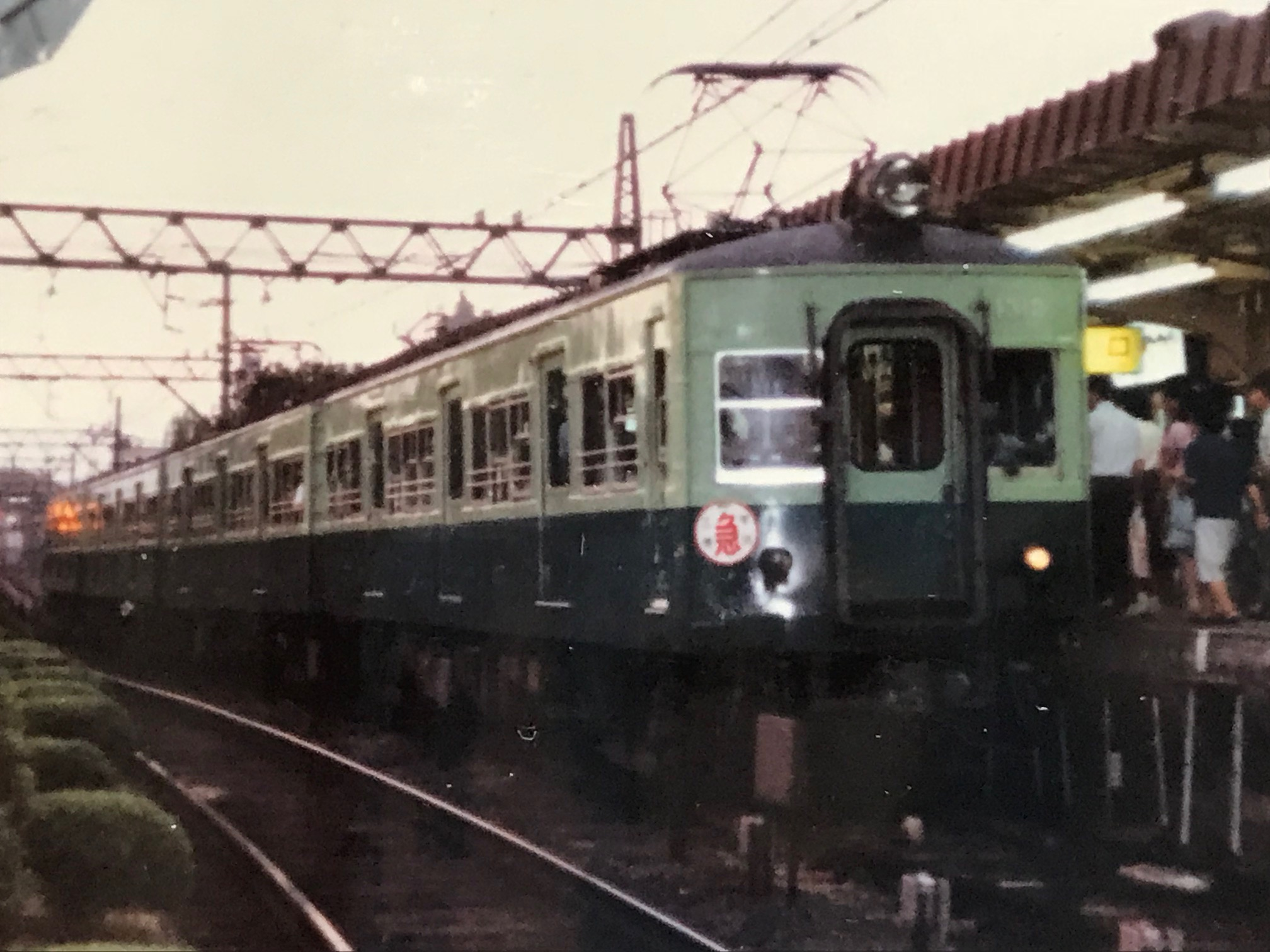
運用末期の1300系（宇治行き急行の充当時）

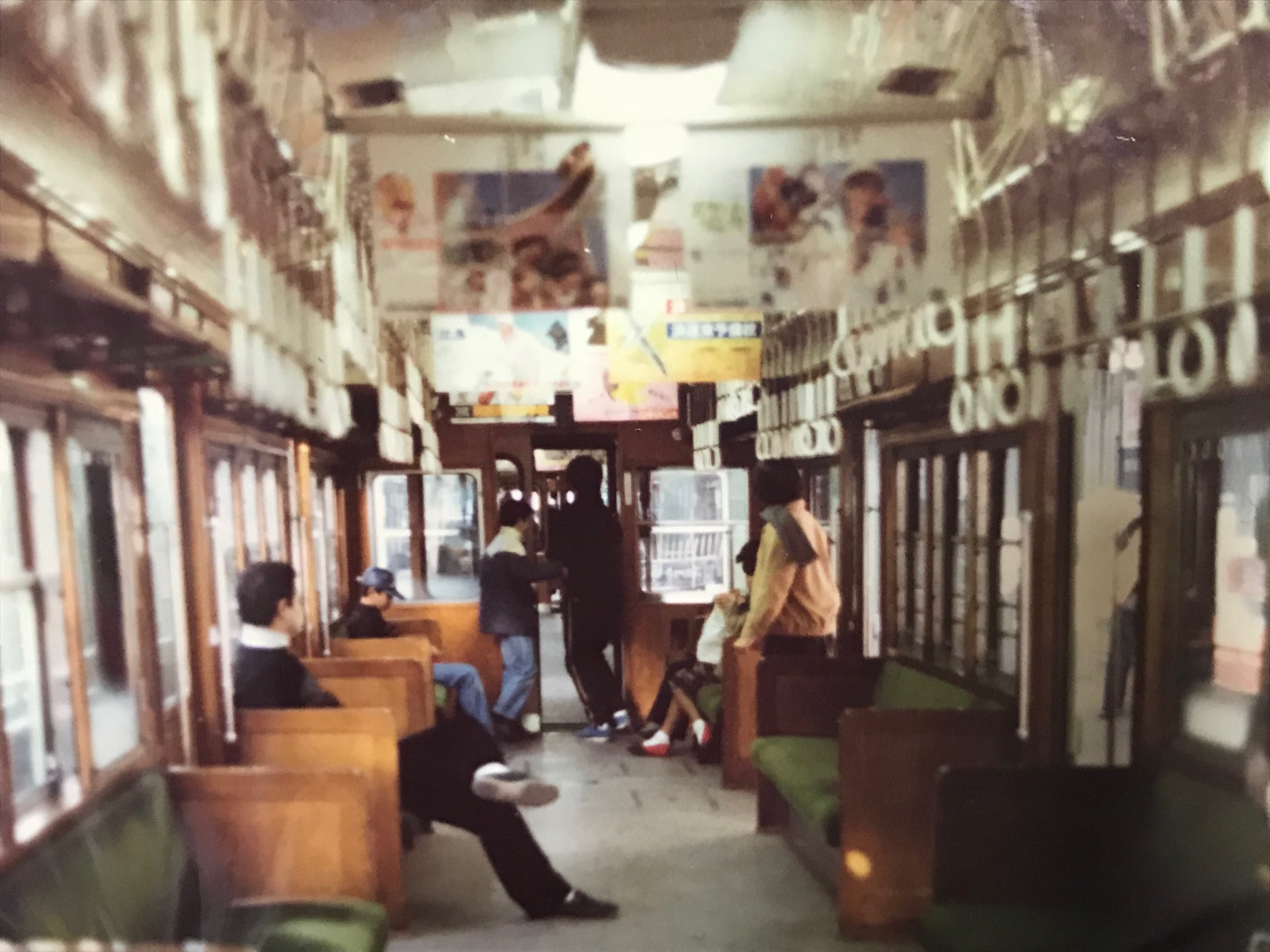
運用末期の車内の様子

特急の増発に対応するため、収容力や性能で余裕のある本系から、1951年に1312、1952年に1303・1304が特急用に整備された。塗装を特急色に変更し、車内のシートの張り替え（ロングシートはそのまま）が行われた。また、1303は大阪方、1304は京都方の運転台を撤去している。この撤去は運転台をすべて取り除き、運転台扉も埋めて窓に置き換える完全撤去であった。特急として運用された時期は比較的短く、1956年には1810系の増備に伴って運用を離脱している。なお、前述のように特急用に整備したものの、京阪では公式には1300系を特急車として扱っていなかった。これ以降、1990年代後半までは定期列車の京阪特急は原則として特急車が充当された。
それ以外の車両は1953年頃から上半クリーム色・下半茶色になっていたが、1957年には新たに製造された1650型と連結することとなり、対象となった1300型については順次車両の整備が行われている。これは内装を薄緑色に塗り替え、扉付近までの座席の延長とモケットの貼り替えなどであった。このとき、1650型に合わせて上半若草色・下半青緑色になった。この時期の1958年3月に1311型は1300型に編入されている。1961年から翌年にかけて、地下線で建設された天満橋・淀屋橋間（1963年開通）の走行に備え、窓に保護棒が設置された。
この頃から1650型が600系（2代）と組成されたが、1961年頃より1650型は600系（2代）の増結にまわり、同形式はさらに1964年から1965年にかけて電装化して630型として編入されたため、再び1300系のみで編成を組むようになった。
1967年から、乗客の急増に対応するために3扉化の改造が行われた。このとき、1600型は全車が運転台を撤去され、1607・08は電装化されて1380型に、残りは1350型となった。また、両運転台で残っていた1300型は全車が片側の運転台を撤去している。このときの撤去は運転台扉はそのままの形で残るなど、1303・1304とは異なる簡易撤去である。なお、先の1303・1304を含め、奇数番号車は京都方、偶数番号車は大阪方の運転台を撤去したため、パンタグラフは運転台側にあるものと反対側にあるものに分かれた。また窓はアルミサッシに取り替えられている。
1970年代以降は宇治線・交野線での支線運用が中心となり、中書島以南の本線に入ることは少なくなった。ただし、一時期電動車比率の調節のため、600系と中間車1両を入れ替えて運用したこともある。また、中書島以北ではラッシュ時に運転された三条 - 宇治間の急行としても最終期まで用いられた。
1983年の1500V化に際し、6000系が登場した3月に一部が廃車となり、12月の昇圧で全車が退役した。
昇圧後に事業用貨物車として登場した151型は本系列1300型1311の車体を流用したものであったが、2000年12月28日付けで廃車となっている。